# Jan-Evert Rådhström
Jan-Evert Rådhström, folkbokförd Jan Helge Evert Rådström, född 17 december 1960 i Lekvattnets församling i Värmlands län, är en svensk politiker (moderat) och egen företagare. Han var ordinarie riksdagsledamot 1998–2014, invald för Värmlands läns valkrets.
Rådhström var vice ordförande i trafikutskottet där han varit aktiv från 1998 som suppleant 1998–2002, som ledamot 2002–2006 och vice ordförande 2006–2014. Han var också ledamot av riksdagens valberedning och Krigsdelegationen och har tidigare varit suppleant i miljö- och jordbruksutskottet och näringsutskottet. Rådhström var under en period talesperson i trafikfrågor för Moderaterna.
Rådhström är född och uppvuxen i Torsby i Värmland men nu boende i Sunne. Han är gift med Åsa Rådhström, född Svärd, och paret har två döttrar.